# White Rose Transmission
White Rose Transmission — музыкальный проект, образованный в 1993 году.

## История
Музыкальный коллектив White Rose Transmission был образован после того, как в 1993 году на основе общих музыкальных интересов познакомились бывший участник The Sound Адриан Борланд и Карло ван Путтен. После выпуска двух альбомов — одноимённого в 1995 и 700 Miles of Desert в 1999 году — один из членов группы Адриан Борланд кончает жизнь самоубийством. В 2006 году Карло ван Путтен возобновил деятельность проекта, пригласив в качестве участника своего друга Rob Keijzer.

## Состав
- Карло ван Путтен — вокал
- Флориан — клавишные
- Rob Keijzer

### Бывшие участники
- Адриан Борланд

## Дискография
- 1995 — White Rose Transmission
- 1999 — 700 Miles of Desert
- 2006 — Bewitched & Bewildered